# Jaskinia przy Przechodzie
Jaskinia przy Przechodzie (Jaskinia pod Progiem) – jaskinia w Dolinie Małej Łąki w Tatrach Zachodnich. Ma trzy otwory wejściowe położone w Przechodzie, skalnym progu oddzielającym Niżnią Świstówkę od Wyżniej Świstówki, w pobliżu Studni przy Przechodzie, na wysokości 1584, 1588 i 1607 metrów n.p.m. Długość jaskini wynosi 220 metrów, a jej deniwelacja 28 metrów

## Opis jaskini

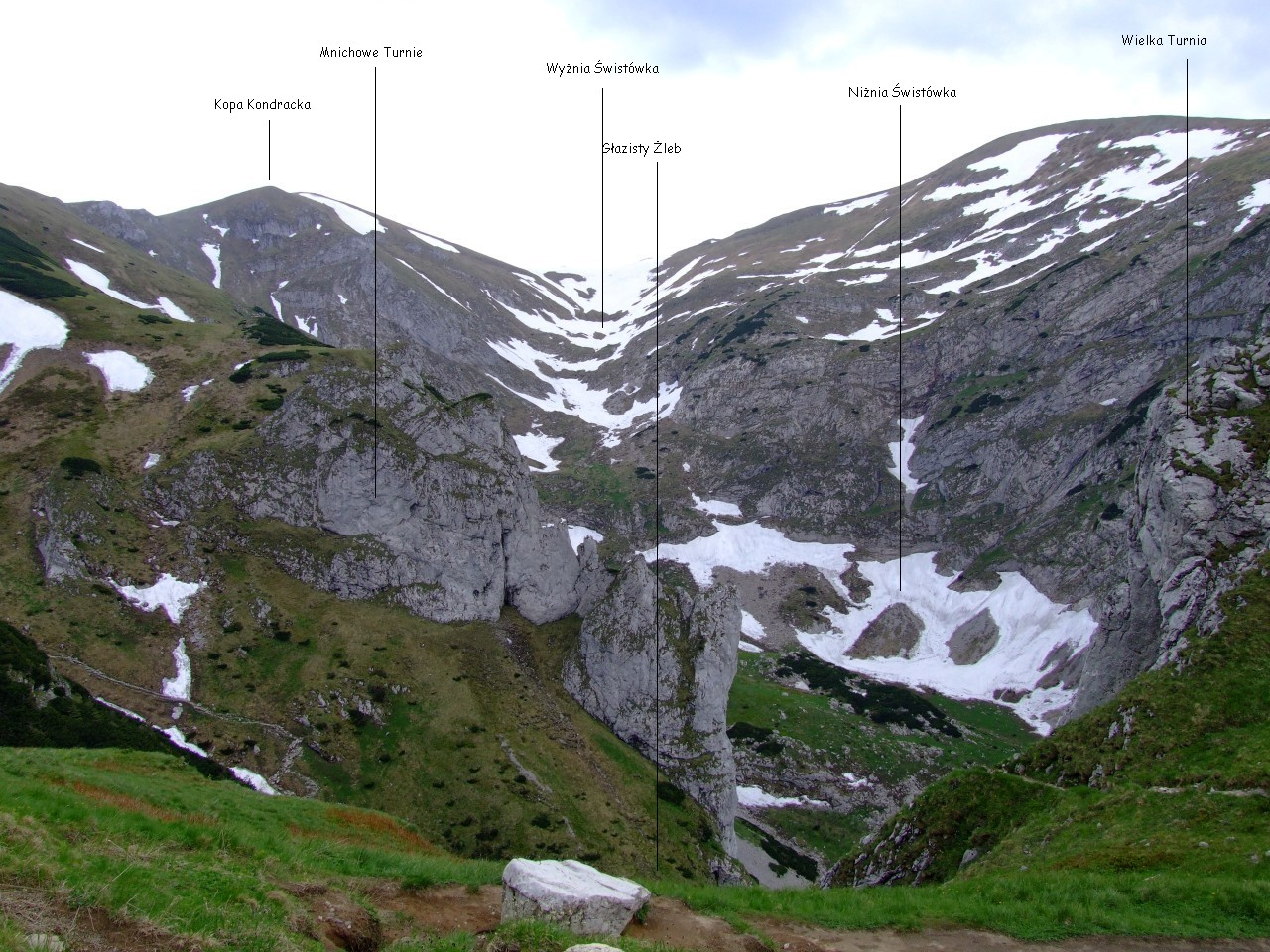
Niżnia i Wyżnia Świstówka w Dolinie Małej Łąki

Z najniżej położonego otworu wejściowego dochodzi się do dużej sali nazwanej Sienią. Stąd ciąg główny idzie do Sali pod Progiem, a dalej do progu (7,5 metra wysokości). Nad progiem zaczyna się Górny Korytarz (odchodzi tu w bok korytarz prowadzący do komina i dalej do najwyżej położonego otworu wejściowego), który przechodzi w meander i dochodzi do Niskiej Komory. Z sali tej (zaczyna się tu boczny ciąg kończący się ślepo) ciąg główny idzie przez próg do Komory Północnej, skąd odchodzą trzy korytarze. Dwa kończą się ślepo, natomiast trzeci prowadzi przez próg do Korytarza Północnego. Idąc nim, dochodzi się do rozgałęzienia. Jeden korytarz prowadzi do otworu środkowego (położonego na wysokości 1588 m n.p.m.), drugi do Sieni.
Jeden z korytarzy odchodzących od Komory Północnej znajduje się tuż pod sąsiednią jaskinią – Studnią przy Przechodzie. Oddzielony jest od niej zawaliskiem.

## Przyroda
W jaskini można spotkać nacieki grzybkowe, w bocznym odgałęzieniu Niskiej Komory mleko wapienne. 
Ściany są mokre. W Sieni i Sali pod Progiem bardzo długo leżą płaty zlodowaciałego śniegu.

## Historia odkryć
Jaskinia została odkryta w sierpniu 1959 roku przez grotołazów z Zakopanego.